# Robinson Sucroë
Robinson Sucroë is een van oorsprong Franstalige Canadese tekenfilmserie uit 1994, die ook in Nederland is uitgezonden. De tekenfimserie is een parodie op de 18e-eeuwse roman Robinson Crusoe van Daniel Defoe.

## Verhaal
De serie speelt zich af in het jaar 1787, en draait om een journalist genaamd Robinson Sucroë. Hij krijgt van de hoofdredacteur van de krant waar hij voor werkt de kans om op een onbewoond eiland te gaan wonen, op voorwaarde dat hij wekelijks een verhaal schrijft over zijn belevenissen daar.
Kort na zijn aankomst op het eiland blijkt echter dat het eiland helemaal niet onbewoond is. Allereerst woont er een groep dorpelingen genaamd de Alledaagjes (zo genoemd omdat hun schip de Alledag heette). Zij hebben ooit schipbreuk geleden op het eiland, en zijn er nadien blijven wonen en hebben dagen van de week als naam aangenomen. Verder zitten er een groep Britse, en een groep Franse piraten, die de helft van de tijd samenwerken of in staat van oorlog verkeren.
Robinson wil niet dat zijn baan in gevaar komt, en besluit daarom te doen alsof het eiland wel verlaten is. Hij wordt goede vrienden met Woensdag, die hem helpt zijn wekelijkse verhalen te schrijven. Hierin fantaseren de twee er flink op los over de vele “gevaren” die het eiland zou bevatten. Dit om te voorkomen dat het eiland onder de voet wordt gelopen door grote massa's toeristen. Eens per week komt er een schip langs om de verhalen op te halen. Dit schip meert niet aan; Robinson Sucroë slaat met een golfclub het verpakte verhaal naar het schip toe.
Een collega-journalist, Mopperkont, weet echter dat al die verhalen gefantaseerd zijn en probeert Robinson Sucroë keer op keer te ontmaskeren als een bedrieger.

## Personages
- Robinson Sucroe: Een schoonmaker voor de New York Herald die op een dag mijmert over wonen op een onbewoond eiland en hierop van de krant de optie aangeboden krijgt om journalist te worden op een onbewoond eiland. Het ontbreekt hem echter aan genoeg fantasie om verhalen te verzinnen, zodat deze taak aan Woensdag toevalt.

- Meneer Flud: Hoofdredacteur en eigenaar van de krant waar Robinson voor werkt. Flud is een driftige chagrijn, maar Robinson is hij erg goed gezind. Hij gelooft Robinsons verhalen klakkeloos, ondanks dat deze vol onrealistische monsters zitten.

- Mopperkont: De sterjournalist van de krant voordat Robinson naar het onbewoonde eiland vertrok. Mopperkont is de grote booswicht van de serie en doet er alles aan om te bewijzen dat Robinsons eiland niet verlaten is, zodat hij zijn positie terugkrijgt. Hierbij schuwt hij samenwerking met de piraten niet, al gebruikt hij ze vaak genoeg als pionnen.

- Kapitein Boemerang: De kapitein van het schip dat de verhalen van Robinson ophaalt.

### De Alledaagjes
- Woensdag: Robinsons beste vriend die alle verhalen over Robinsons avonturen bij elkaar verzint en schrijft. Woensdag is ook op technisch terrein erg inventief. In de eerste aflevering bouwt hij een villa voor Robinson en later is hij ook verantwoordelijk voor de bouw van diverse valstrikken om de piraten weg te houden.

- Zaterdag: Leider van de Alledaagjes, maar eigenlijk een timide man die volledig onder de plak zit bij zijn vrouw.

- Maandag Wasdag: De bazige en opvliegende echtgenote van Zaterdag. Ze is niet op Robinson gesteld omdat hij haar bij aankomst op het eiland niet uitgebreid begroette en geeft hem de schuld van praktisch alles. Maandag Wasdag is bovendien toondoof en waant zichzelf een fantastisch zangeres in navolging van haar moeder, maar creëert regen en zelfs tropische stormen met haar zang, wat de oorzaak blijkt van de schipbreuk van het schip de Alledag.

- Dinsdag: De jongste dochter van Zaterdag en Maandag Wasdag, die verschrikkelijk dol is op kattenkwaad en regelmatig het hele eiland op stelten zet. Net als haar moeder kan ze niet zingen. Dinsdag is echter een behulpzame bondgenoot van Robinson en Woensdag tegen de piraten en Mopperkont.

- Donderdag Koopavond: De oudste dochter van Zaterdag en Maandag Wasdag, die regelmatig doelwit is van de affecties van verschillende mannen op het eiland, zowel Alledaagjes als piraten.

### Britse piraten
- Kapitein Parcival Percy: Ook wel Sir Percy genaamd. Kapitein Percy is een stereotype deftige Engelsman, die altijd ijzig kalm blijft en veel thee drinkt. Percy werkt soms samen met kapitein Beaujolais, maar even vaak zijn de twee aartsrivalen in hun strijd over dominantie van het eiland of ruzie om een schat of Spaans goudgaljoen. Percy en zijn piraten dragen een rode driekantige steek en hebben een werkelijk fort en huizen gebouwd. Kapitein Percy spaart theepotten.

- Grote Jan: Kapitein Percy's rechterhand. Hoewel zijn naam verwijst naar Long John Silver, is hij eigenlijk opvallend klein.

- Barnum: Kapitein Percy's roerganger, met een vreemde fascinatie voor gerookte hammen, die hij praktisch als huisdieren behandelt.

- Kleine Jimmy: Een jongetje dat deel uitmaakt van de Britse piraten, maar eigenlijk vooral een speelkameraad is van Dinsdag en samen met haar Robinson en Woensdag vaak te hulp komt.

### Franse piraten
- Kapitein Beaujolais: Draagt een tweekantige steek zoals Napoleon Bonaparte. (Eenmaal probeert hij daadwerkelijk keizer van het eiland te worden.) Als tegenhanger van kapitein Percy is Beaujolais lomp, boers en ongeschoren. Hij noemt Percy consequent "Perzik", ook wanneer ze samenwerken. De schuilplaats van de Franse piraten bestaat uit omgebouwde scheepswrakken, terwijl Beaujolais manschappen bandana's dragen. Beaujolais heeft een schat op het eiland verborgen. Deze bestaat echter niet uit kostbaarheden maar een kist vol belegen [[camembert (kaas)}camembert]].

- Sjaak: Beaujolais' rechterhand.

## Afleveringen
1. L'Île du tourteau
2. L'Île flottante
3. Courtecuisse 1^
4. Mission impossible
5. Le Concours de sieste
6. La Belle Captive
7. Diva des îles
8. Le Manuscrit volé
9. Embrouille et ratatouille
10. Coup de foudre
11. Le Perroquet de Uglyston
12. Bienvenue M. Floydd
13. L'Épave du Toulesjours
14. Robinson beach
15. Adieu Robinson
16. La Guerre des Robinson
17. Un monstre dans l'île
18. L'Île en folie
19. L'Apprenti journaliste
20. La Vie de pirate
21. Drôles de bêtes
22. L'Élixir d'amour
23. Maman a raison
24. Toute la vérité
25. Voyage organisé
26. Coup double

## Plagiaat
Op 23 december 2013 besliste het hooggerechtshof van Canada dat Robinson Sucroë geplagieerd is op Robinson Curiosité (Robinson Nieuwsgierigheid), een ontwerp voor een animatieserie van de Quebecse kunstenaar Claude Robinson.
 Deze had het personage in 1982 ontworpen naar zijn eigen evenbeeld, en het idee voor de serie gepresenteerd aan verschillende personen, waaronder Micheline Charest en Ronald Weinberg van het bedrijf Cinar, en Christophe Izard van France Animation. In plaats van met Robinson samen te werken hebben deze bedrijven het idee zelf uitgewerkt en geproduceerd. In 1995 ontdekte Robinson het plagiaat, en begon een juridische procedure. Nadat verschillende keren hoger beroep was aangetekend besloot het Canadese hooggerechtshof uiteindelijk dat Robinson recht heeft op een vergoeding van zo'n 4 miljoen Canadese dollar.